# フィンランド白薔薇勲章
フィンランド白薔薇勲章(フィンランドしろばらくんしょう、フィンランド語: Suomen Valkoisen Ruusun ritarikunta)は、フィンランドの勲章。

## 概要
フィンランド国内で自由十字勲章、フィンランド獅子勲章と並び称される勲章である。フィンランド白薔薇勲章は文官・武官問わず大統領により授けられるが、高位勲章であるため選定会議には大統領の他に首相、副首相などが招かれ、受章にふさわしいか協議される。
フィンランド白薔薇勲章の歴史は古く、1919年1月28日に時の摂政であったカール・グスタフ・エミール・マンネルヘイムによって制定された。名称はフィンランドの国章に散りばめられている9つの白薔薇に由来する。1919年5月16日に受章資格が作成されたが途中改変され、現行のものは1940年6月1日に設けられた。
アクセリ・ガッレン＝カッレラによってデザインされたフィンランド白薔薇勲章には当初ハカリスティが入っていたが、1963年にモミの葉に置き換えられた。

## 等級
現在の最高位は頸飾である。
| 略綬                        | 略綬                        | 略綬                                  | 略綬                                  | 略綬                      |
| --------------------------- | --------------------------- | ------------------------------------- | ------------------------------------- | ------------------------- |
| グランド・クロス (頸飾あり) | グランド・クロス (頸飾なし) | ファーストクラス・ コマンダー         | コマンダー                            | ファーストクラス・ ナイト |
| ナイト                      | メリット                    | ファーストクラス・ メダル(金十字あり) | ファーストクラス・ メダル(金十字なし) | メダル                    |

## 受章者
最高位であるフィンランド白薔薇勲章頸飾は、ネパール王国のビレンドラ・ビール・ビクラム・シャハやユーゴスラヴィアのヨシップ・ブロズ・チトー、フランスのシャルル・ド・ゴールなど、原則として各国の国家元首に授けられる。
また、かつては現行の最高位であるフィンランド白薔薇勲章頸飾よりも上位の「宝飾・剣付フィンランド白薔薇勲章頸飾」が存在したが、その受章者はマンネルヘイム一人だけである。